# Orthoperus punctatus
Orthoperus punctatus är en skalbaggsart som beskrevs av Wankowicz 1865. Orthoperus punctatus ingår i släktet Orthoperus, och familjen punktbaggar. Arten är reproducerande i Sverige.